# Qingshi (köpinghuvudort i Kina, Hubei Sheng, lat 30,31, long 115,69)
Qingshi (kinesiska: 青石) är en köpinghuvudort i Kina. Den ligger i provinsen Hubei, i den centrala delen av landet, omkring 140 kilometer öster om provinshuvudstaden Wuhan. Antalet invånare är 50 072. Befolkningen består av 24 583 kvinnor och 25 489 män. Barn under 15 år utgör 21,0 %, vuxna 15-64 år 68 %, och äldre över 65 år 9,0 %.
Runt Qingshi är det tätbefolkat, med 636 invånare per kvadratkilometer. Närmaste större samhälle är Liuhe, 10,9 km väster om Qingshi. Trakten runt Qingshi består till största delen av jordbruksmark.
Genomsnittlig årsnederbörd är 1 892 millimeter. Den regnigaste månaden är maj, med i genomsnitt 282 mm nederbörd, och den torraste är januari, med 46 mm nederbörd.